# Storm (альбом Ванессы Мэй)
Storm — студийный альбом Ванессы Мэй, вышедший в 1997 году.

## Об альбоме
Storm один из самых успешных альбомов Ванессы Мэй, как в отношении выбранного стиля, так и в качестве продаж. В России альбом получил премию «Рекордъ» в номинации «Классический альбом года».
Альбом содержит кавер-версии таких поп-хитов как Hocus Pocus группы Focus и I Feel Love Донны Саммер. Также содержит композиции самой Ванессы, написанные в соавторстве с продюсером Энди Хиллом.

## Список композиций
1. Summer Haze
2. Storm
3. Retro
4. Bach Street Prelude
5. Leyenda
6. (I) Can, Can (You?)
7. Happy Valley

Обложка специальной версии альбома

8. A Poet’s Quest (For a Distant Paradise)
9. Embrasse Moi (You Fly Me Up)
10. Aurora
11. I’m a Doun
12. I Feel Love
13. Hocus Pocus
14. The Blessed Spirits